# Pablo Artal Soriano
Pablo Artal  (Zaragoza, 12 de junio de 1961) es un físico y catedrático universitario español especializado en óptica así como en el desarrollo y aplicación de nuevas técnicas para la visión. Es el fundador y director del Laboratorio de Óptica de la Universidad de Murcia y ha sido galardonado entre otros con el Premio Nacional de Investigación "Juan de la Cierva" y  con el Premio Rey Jaime I a las Nuevas Tecnologías.

## Biografía
Licenciado en Ciencias Físicas por la Universidad de Zaragoza. Se incorporó con beca al Instituto de Óptica del Consejo Superior de Investigaciones Científicas (CSIC) y obtuvo el doctorado por la Universidad Complutense de Madrid. Después continuó ampliando su formación en la Universidad de Cambridge (Reino Unido) y en el Institut d’Optique en Orsay (Francia). Fue científico del Instituto de Óptica del Consejo Superior de Investigaciones Científicas ( CSIC) en Madrid hasta que en 1994 se incorporó como el primer catedrático de Óptica de la Universidad de Murcia, cuya Facultad de Óptica y Optometría impulsó junto con el Laboratorio de Óptica y donde dirige el Centro de Investigaciones en Óptica y Nanofísica. Fue gestor del Plan Nacional de Física del Ministerio de Ciencia y Tecnología desde 2004 a 2007 y fue presidente del panel de Física en la Agencia Estatal de Investigación de 2019 a 2023. Colaborador de numerosos laboratorios de investigación en Europa, Asia, EE. UU. y Australia. Es profesor visitante distinguido en la “Central South University” en Changsha, China. Miembro de la Academia de Ciencias de la Región de Murcia, que presidió entre 2010 y 2015, lo es también de la Sociedad Española de Óptica (SEDO), la Optical Society of America (OSA), de la European Optical Society (EOS), de la Association for research in Vision and Ophthalmology (ARVO), de la The International Society For Optics and Photonics (SPIE), entre otras. Artal es fundador de la empresa de base tecnológica Voptica SA. Autor de más de 400 artículos de investigación, ha presentado más de 1000 conferencias en reuniones y congresos internacionales. Sus artículos han recibido más de 25200 citaciones, con un índice h de 85 en Google Académico.  Ha dirigido 35 tesis doctorales y ha sido mentor de decenas de investigadores. Ha sido editor de varias revistas científicas. Tiene en su haber 25 patentes internacionales y ha sido fundador de tres empresas de base tecnológica. En 2013 le fue adjudicada una “Advanced Grant” del consejo europeo de investigación. Su libro "Handbook of Visual Optics" en su primera edición fue publicado en 2017.
Pionero en el desarrollo de avances para el estudio de la óptica del ojo, varias de sus ideas han sido introducidas en instrumentos utilizados actualmente, y varias de sus propuestas de corrección óptica se llevan a cabo en la práctica clínica en todo el mundo. Entre los galardones recibidos en su carrera se encuentran la Medalla Edwin H. Land (2013) en reconocimiento a sus contribuciones científicas en el avance de métodos de diagnóstico y corrección en óptica visual y el Premio Rey Jaime I a las Nuevas Tecnologías en 2015 que otorga la Generalidad Valenciana por ser «co-inventor de más de 20 patentes internacionales y fundador de cuatro empresas en el campo de la óptica ... [que] ha ayudado a mejorar la calidad de vida de las personas en todo el mundo». En mayo de 2016 anunció que 20 000 de los 100 000 euros obtenidos en metálico del premio Jaime I los destinaría a diez becas para que alumnos de «talento en ciencias» puedan cursar estudios en la Universidad de Murcia". En 2017 se le otorgó el premio “Los mejores de La Verdad”. En 2018, recibió el premio Nacional de Investigación “Juan de la Cierva” y en 2019 el premio “Edgar D. Tillyer” de la OSA por el “uso pionero de las tecnologías ópticas y fotónicas para descifrar el sistema visual humano y mejorar el diagnostico y corrección”. En 2019 recibió el Diploma de Servicios Distinguidos de la Comunidad Autónoma de la Región de Murcia. En 2021 recibió la medalla de Oro de la Real Sociedad Española de Física (Premios RSEF-Fundación BBVA).
Esta es una lista de algunos de sus logros científicos más significativos:
1) El primer registro de la función de dispersión del punto del ojo utilizando un instrumento de doble paso. Este sistema experimental se transformó posteriormente en un instrumento clínico capaz de detectar cataratas y analizar la calidad de la imagen del ojo.
2) El descubrimiento de que las aberraciones del cristalino compensan parcialmente las de la córnea. Esto explicó una paradoja de larga data de que los pacientes con lentes intraoculares no tienen una mejor calidad de imagen y condujo a la invención de lentes intraoculares asféricas que ahora se usan ampliamente en la cirugía de cataratas.
3) El descubrimiento de que el ojo joven es un sistema aplanático con un mecanismo natural para corregir la aberración esférica y el coma.
4) El descubrimiento de que la adaptación en el sistema visual neuronal compensa el patrón particular de aberraciones en el ojo.
5) Primera evidencia de que se pueden obtener imágenes de los fotorreceptores de conos en el ojo vivo mediante el uso de un método llamado interferometría moteada. Este fue el precursor de los nuevos sistemas de imágenes de alta resolución de la retina.
6) Primera propuesta e implementación del concepto de simuladores visuales de óptica adaptativa. Se trata de un sistema que permite realizar pruebas visuales bajo la óptica de cualquier ojo controlado. Se han utilizado diferentes versiones de este instrumento para diseñar soluciones oftálmicas mejoradas y actualmente se encuentran en desarrollo para futuros forópteros electroópticos. También se ha demostrado una versión binocular.
7) Determinar las características ópticas de la retina periférica en ojos normales y pseudofáquicos.
8) Desarrollo de nuevos instrumentos ópticos para la evaluación objetiva precisa de la cantidad de luz dispersada en el ojo humano.
9) Descifrar las causas del fenómeno de la miopía nocturna.    
10) Nuevas lentes intraoculares diseñadas para pacientes con degeneración macular.
11) El primer oftalmoscopio de un solo píxel capaz de obtener imágenes de la retina sin pasar por opacidades oculares graves.
12) El primer microscopio multifotónico no lineal que opera en la córnea viva.
13) Primera determinación de la agudeza visual en visión infrarroja en dos fotones.
14) Nuevos tipos de lentes intraoculares para mejorar la visión en la retina periférica.
Además de su actividad académica e investigadora, realiza una amplia labor de divulgación que incluyen sus artículos quincenales de opinión en el diario La Verdad (España).